# Hollywood Vampires
Hollywood Vampires je americká rocková superskupina, kterou vytvořili v roce 2012 Alice Cooper, Johnny Depp a Joe Perry, aby uctívali hudbu rockových hvězd, kteří zemřeli v 70. letech. Kapela vydala první studiové album, Hollywood Vampires (2015), na kterém se objevili jako hosté Paul McCartney, Dave Grohl, Joe Walsh a Christopher Lee. Roku 2019 skupina vydala své druhé album s názvem Rise

## Členové
- Alice Cooper – zpěv, harmonika (2012–2019, 2022–současnost)
- Johnny Depp – kytara (2012–2019, 2022–současnost)
- Joe Perry – kytara  (2012–2019, 2022–současnost)

- Tommy Henriksen – kytara (2015–2019, 2022–současnost)[2]

## Hostující členové při turné
- Glen Sobel – bicí (2017–2019, 2022–současnost)
- Buck Johnson – klávesy, kytara, doprovodný zpěv (2018–2019, 2022–současnost)
- Chris Wyse – baskytara, doprovodný zpěv (2018–2019, 2022–současnost)

## Bývalí členové
- Matt Sorum – bicí, doprovodný zpěv (2015–2017)
- Duff McKagan – baskytara, doprovodný zpěv (2015–2016)
- Robert DeLeo – baskytara, doprovodný zpěv (2016–2017)
- Bruce Witkin – klávesy, kytara, doprovodný zpěv (2015–2017)
- Brad Whitford – kytara (2017)